# Sandl

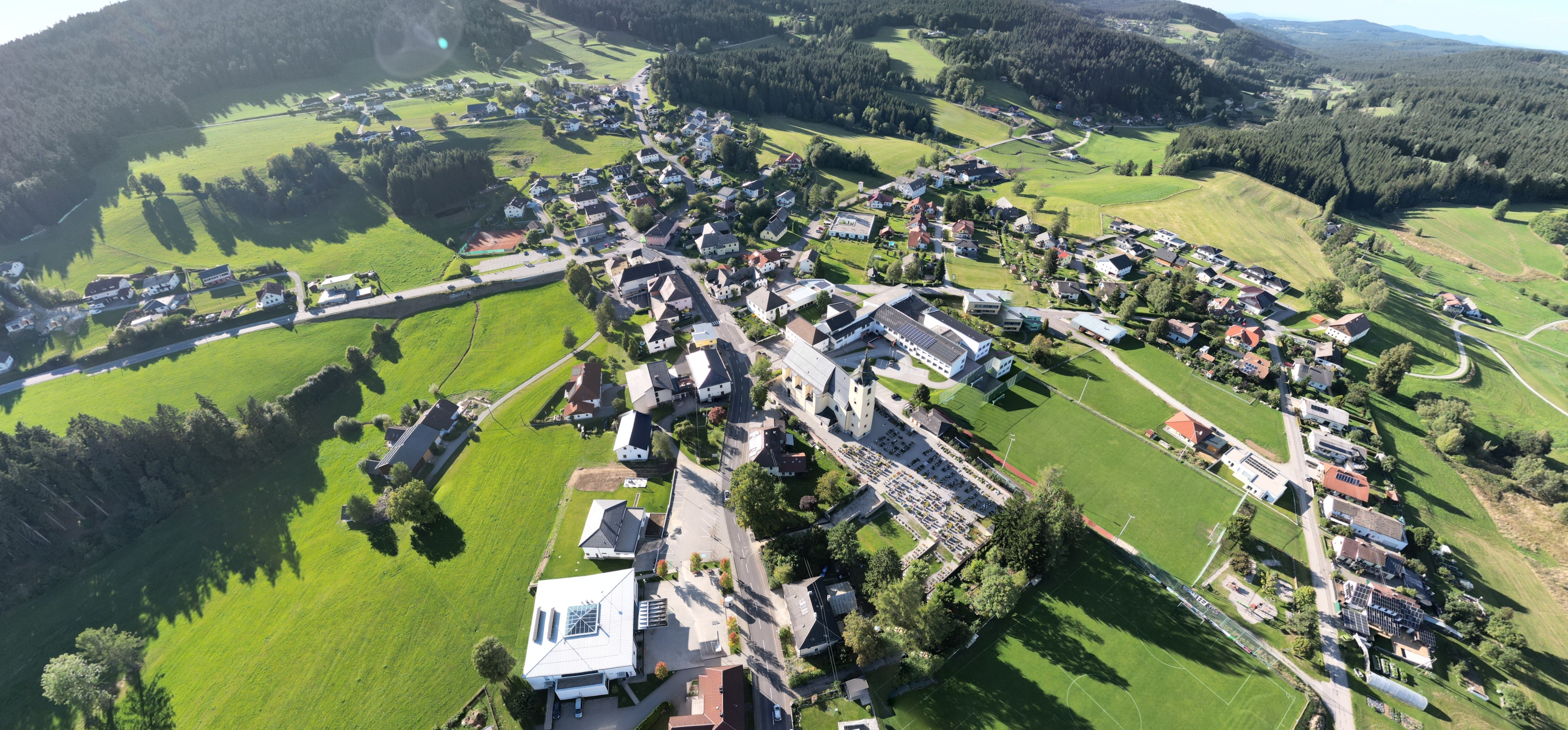
Luftaufnahme Sandl

Sandl ist eine Gemeinde in Oberösterreich im Bezirk Freistadt  im Mühlviertel mit 1405 Einwohnern (Stand 1. Jänner 2025).

## Geografie
Sandl liegt auf 927 m Höhe im Freiwald. Die Ausdehnung beträgt von Nord nach Süd 10,5 km und von West nach Ost 10,5 km. Die Gesamtfläche beträgt rund 58 Quadratkilometer, beinahe drei Viertel davon sind bewaldet und über zwanzig Prozent werden landwirtschaftlich genutzt.
Westlich von Sandl erhebt sich der Viehberg (1112 m), östlich der Hengstberg (993 m) und nordöstlich der Steinberg (1072 m), dessen Gipfel auf tschechischem Gebiet liegt. Im Ort entspringt die Maltsch.

### Gemeindegliederung
Das Gemeindegebiet umfasst folgende 21 Ortschaften (in Klammern Einwohnerzahl Stand 1. Jänner 2025). Am 1. Oktober 2014 wurden in der Gemeinde neue Straßen- und Ortsbezeichnungen eingeführt, wodurch sich die innergemeindliche Gliederung leicht verändert hat. Die Ortschaften Kohlstatt und Hubertussiedlung sowie die Siedlung Geigering am hinteren Viehberg wurden offiziell gegründet und in das Gemeinderegister aufgenommen.
Die Ortschaft Schanz am Dreiländereck zu Niederösterreich und Tschechien ist seit Mitte des 20. Jahrhunderts unbewohnt. Einen weiteren Sonderstatus nimmt die Ortschaft Gugu ein. Diese erstreckt sich über drei Gemeinden: Bad Großpertholz, Liebenau und Sandl. Der größere Teil davon liegt in der Gemeinde Sandl.
- Eben (38)
- Größgstötten (75)
- Gugu (28)
- Hacklbrunn (82)
- Hundsberg (26)
- Königsau (32)
- Neuhof (45)
- Plochwald (2)
- Pürstling (48)
- Rindlberg (35)
- Rothenbachl (41)
- Sandl (638)
- Schönberg (11)
- Steinkreuz (60)
- Steinwald (73)
- Tafelberg (52)
- Viehberg (87)
- Weinviertl (32)
- Hubertussiedlung (42)[3]
- Kohlstatt (76)[3]
- Schanz (0)[3]

Die Gemeinde besteht aus den Katastralgemeinden Hacklbrunn, Königsau, Pürstling und Sandl.
Die Gemeinde liegt im Gerichtsbezirk Freistadt.

### Nachbargemeinden
| Windhaag | Pohorská Ves (CZ)                           | Bad Großpertholz (NÖ) |
| Grünbach | Kompassrose, die auf Nachbargemeinden zeigt | Liebenau              |
|          | St. Oswald                                  | Weitersfelden         |

## Geschichte

### Ortsgeschichte

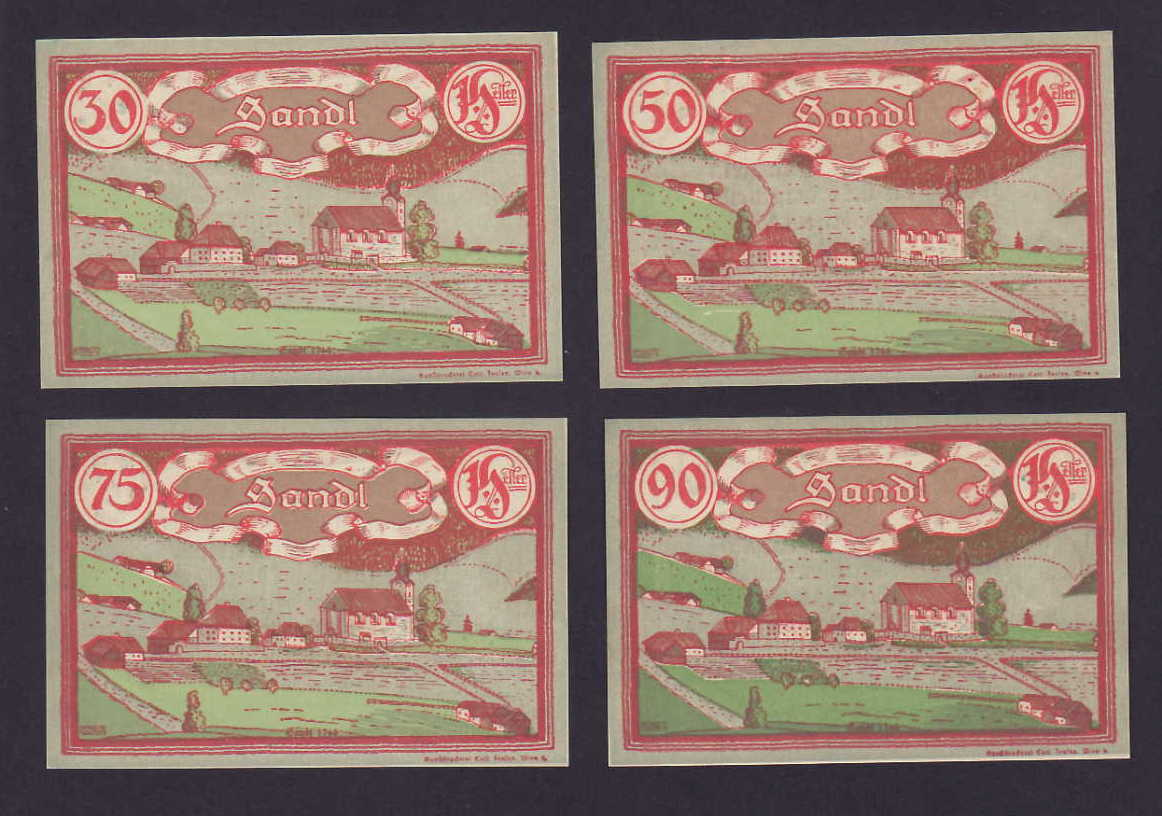
Notgeld Sandl, 1920

Die ersten Siedler Sandls kamen durch wilde Rodungen, nachdem 1376 Herzog Albrecht III. bestätigte, dass der Freiwald zwischen Weitra und Freistadt ohne Zins zur Nutzung freigegeben wurde. Diese willkürlichen Inbesitznahmen und exzessiven Waldnutzungen endeten erst 1627, als Kaiser Ferdinand II. den Freiwald an Leonhard Helfried Graf Meggau verpfändete. Graf Meggau war damals Pfleger der Herrschaft Freistadt. Bereits vorher gab es immer wieder Beschwerden über die Rodungen, so ist ein Dokument aus dem Jahre 1617 überliefert, in dem sich die Stadt Freistadt beim Landeshauptmann beschwert.
Um 1603 wurde von 46 Häusern, 2 Glashütten und einem Maierhof der Zelkinger berichtet. Um 1615 wird der Ort „Sandl“, bestehend aus 3 Häusern, zum ersten Mal in einem Protokoll erwähnt, jedoch wurde 1957 ein Rüstbaum mit der Jahreszahl 1508 im Haus Sandl Nr. 38 gefunden, womit der Ort Sandl über 100 Jahre vor der ersten Erwähnung existierte.
1700 zählte man bereits 22 Häuser in Sandl. 1739 wurde von Alois Thomas Raimund Reichsgraf von Harrach die Pfarre Sandl gegründet, 1742 war die Kirche samt Pfarrhof und Schule fertiggestellt.
In den Jahren 1717 bis 1754 bestand eine Glashütte am Hengstberg die dann in die Ortschaft Gugu verlegt wurde (dort bis 1770 in Betrieb). Der Ansiedlung von industriellem Gewerbe war kein Erfolg beschienen, somit blieb als Einnahmequelle der Flachsanbau, die Zwirnproduktion und ab 1770 die Hinterglasmalerei, die aus Buchers übernommen wurde. Sandl war ein bedeutendes Zentrum der Hinterglasmalerei, im Ort wurde dazu ein Museum eingerichtet.
Die Holzdrift auf der Aist ab dem Jahr 1801 brachte eine planmäßige Forstwirtschaft und den Zuzug von Arbeiterfamilien. Selbst nach Aufhebung der Grundherrschaft boten diese Wirtschaftsbetriebe eine gute Einnahmequelle und Arbeitsmöglichkeit für die Bevölkerung. Erst Mitte des 20. Jahrhunderts machten wirtschaftlichen Umbrüche aus Sandl eine Pendlergemeinde.
Seit 1918 gehört der Ort zum Bundesland Oberösterreich. Wie in ganz Österreich wurde auch in Sandl 1920 Notgeld eingeführt. Nach dem Anschluss Österreichs an das Deutsche Reich am 13. März 1938 gehörte der Ort zum Gau Oberdonau. Nach 1945 lag Sandl in der sowjetischen Besatzungszone; nach 1955 erfolgte ein Aus- und Neubau der Infrastruktur.
In der Ortschaft Steinwald betrieb die Kapsreiter-Gruppe aus Schärding einen Steinbruch.

### Bevölkerung
| Bevölkerungsentwicklung | Bevölkerungsentwicklung | Bevölkerungsentwicklung | Bevölkerungsentwicklung | Bevölkerungsentwicklung |
| ----------------------- | ----------------------- | ----------------------- | ----------------------- | ----------------------- |
| Jahr                    | Einwohner               |                         | Jahr                    | Einwohner               |
| 1869                    | 1.677                   |                         | 1961                    | 1.768                   |
| 1880                    | 1.644                   | 1971                    | 1.730                   |                         |
| 1890                    | 1.673                   | 1981                    | 1.650                   |                         |
| 1900                    | 1.781                   | 1991                    | 1.558                   |                         |
| 1910                    | 1.766                   | 2001                    | 1.531                   |                         |
| 1923                    | 1.666                   | 2011                    | 1.452                   |                         |
| 1934                    | 1.782                   | 2017                    | 1.396                   |                         |
| 1939                    | 1.725                   | 2020                    | 1.392                   |                         |
| 1951                    | 1.633                   | 2024                    | 1.403                   |                         |

### Entwicklung und Struktur
Im Jahr 1869 wohnten im Gemeindegebiet 1677 Menschen. Bis 1900 wuchs die Bevölkerung auf 1781 Menschen an. Danach schwankte die Bevölkerungszahl bis 1961 auf hohem Niveau und erreichte 1934 mit 1782 Einwohnern den höchsten Stand in der Geschichte. Seit 1961 schrumpft die Bevölkerung drastisch, was vermutlich auf die dezentrale Lage, das raue Klima und den Mangel an Arbeits- und Lehrstellen zurückzuführen ist. Somit verzeichnet die Gemeinde Sandl die negativste Bevölkerungsentwicklung des ganzen Bezirkes.
Bei der Volkszählung 2001 betrug der Anteil der Einwohner, die 60 Jahre und älter waren, 20,8 %; 22,1 % waren unter 15 Jahre alt. Der Anteil der weiblichen Bevölkerung lag bei 50,1 %.
Von den 1192 Bewohnern Sandls, die 2001 über 15 Jahre alt waren, hatten 3,4 % eine Universität, Fachhochschule oder Akademie abgeschlossen. Weitere 6,4 % hatten eine Matura absolviert, 43,7 % hatten einen Lehrabschluss oder eine berufsbildende mittlere Schule besucht und 46,6 % aller Sandler hatten die Pflichtschule als höchsten Abschluss.

### Herkunft und Sprache
Der deutsche Dialekt, der im Raum Sandl sowie in Oberösterreich allgemein gesprochen wird, ist das Mittelbairische. 98,5 % der Sandler gaben 2001 Deutsch als Umgangssprache an. Weitere 0,5 % sprachen hauptsächlich türkisch, 0,2 % tschechisch, die verbleibenden 0,8 % verteilten sich auf weitere Sprachen.
Der Anteil der Sandler mit ausländischer Staatsbürgerschaft lag 2001 mit 1,2 % weit unter dem Durchschnitt Oberösterreichs. Dabei hatten 0,5 % der Sandler Bevölkerung eine Staatsbürgerschaft der Türkei, 0,3 % eine aus Deutschland und 0,5 % entfielen auf sonstige Staatsbürger. Insgesamt waren 2001 etwa 2,1 % der Sandler in einem anderen Land als in Österreich geboren.

## Kultur und Sehenswürdigkeiten
- Altes Forstamt, früher Schloss Sandl
- Schloss Rosenhof, neues Schloss und Forstamt
- Pfarrkirche Sandl mit barockem Hochaltar, zwei Seitenaltären, Marienaltar und neuer Pirchnerorgel
- Hinterglasmuseum Sandl: Ca. 140 Originale zeigen die Entwicklung der Hinterglasmalerei in Sandl, einem der bedeutendsten Orte für diese Kunst.

### Naturdenkmäler
- Großer und Kleiner Rosenhoferteich: Der kleine Teich ist ein beliebter Badeort für die einheimische Bevölkerung, aber auch für Gäste. Außerdem sind die Teichanlagen wichtige Lebensräume für selten gewordene Pflanzen- und Tierarten.

- Der Knobarade: Der Knobarade ist ein sagenumwobener Stein am Fuße des Viehbergs. Einer Legende zufolge solle sich der Stein jedes Jahr am Heiligen Abend öffnen und der Teufel zählt darin Gold.

### Sport
- Skigebiet: Der Viehberg ist ein wichtiges Skigebiet im nordöstlichen Mühlviertel und durch die Pisten ideal für Anfänger.
- Hallenbad
- Langlaufloipen: Im Gemeindegebiet von Sandl sind jährlich etwa 26 km Langlaufloipen gespurt (3 klassische Loipen und 1 Skatingloipe)

## Wirtschaft und Infrastruktur

### Wirtschaftssektoren
Von den 115 landwirtschaftlichen Betrieben des Jahres 2010 wurden 29 im Haupterwerb und 76 im Nebenerwerb geführt. Die zehn Betriebe im Besitz von Personengesellschaften bewirtschafteten achtzig Prozent der Flächen. Im Produktionssektor sind jeweils sechs Firmen mit der Herstellung von Waren und im Baugewerbe tätig. Ein Betrieb baut in Steinwald Granit ab. Der größte Arbeitgeber im Dienstleistungssektor sind die sozialen und öffentlichen Dienste.
| Wirtschaftssektor            | Anzahl Betriebe | Anzahl Betriebe | Erwerbstätige | Erwerbstätige |
| Wirtschaftssektor            | 2011            | 2001            | 2011          | 2001          |
| ---------------------------- | --------------- | --------------- | ------------- | ------------- |
| Land- und Forstwirtschaft 1) | 115             | 140             | 74            | 110           |
| Produktion                   | 13              | 11              | 33            | 49            |
| Dienstleistung               | 49              | 34              | 140           | 123           |

1) Betriebe mit Fläche in den Jahren 2010 und 1999

### Feuerwehr
Im Gemeindegebiet existieren drei Freiwillige Feuerwehren, in: Gugu-Schönberg, Pürstling und Sandl.

### Verkehr
Die Böhmerwald Straße (B 38) führt durch den Gemeindeort.

### Bildung
Im Gemeindegebiet befinden sich ein Kindergarten, eine Volksschule und eine Neue Mittelschule mit Sportklassen.

## Politik

### Gemeinderat
Der Gemeinderat hat 19 Mitglieder.
- Mit den Gemeinderats- und Bürgermeisterwahlen in Oberösterreich 2003 hatte der Gemeinderat folgende Verteilung: 10 SPÖ, 8 ÖVP und 1 SANDL.
- Mit den Gemeinderats- und Bürgermeisterwahlen in Oberösterreich 2009 hatte der Gemeinderat folgende Verteilung: 9 SPÖ, 9 ÖVP und 1 SANDL.
- Mit den Gemeinderats- und Bürgermeisterwahlen in Oberösterreich 2015 hatte der Gemeinderat folgende Verteilung: 12 SPÖ und 7 ÖVP.
- Mit den Gemeinderats- und Bürgermeisterwahlen in Oberösterreich 2021 hat der Gemeinderat folgende Verteilung: 11 SPÖ, 5 ÖVP, 2 KERSCHY und 1 GRÜNE.[12][13]

Seit dem Jahr 1945 erreichte die SPÖ oftmals die meisten Stimmen, zwischen 1967 und 1997 immer mit absoluter Mehrheit. Bei der letzten Gemeinderatswahl 2015 erreichte die SPÖ die absolute Mehrheit.

### Bürgermeister
- 2003–2020 Alois Pils (SPÖ)
- seit 2020 Gerhard Neunteufel (SPÖ)[14]

### Wappen
Das Wappen ist dreigeteilt mit der Grundfarbe Gold. Ein grüner Schräglinksbalken zeigt eine silberne Zugsäge mit goldenen Griffen, die die Forstwirtschaft in den ausgedehnten Forsten des Freiwaldes symbolisiert. Oben befindet sich eine Sandlbildrose mit schwarzem Stiel und schwarzen Blättern, dies ist der Hinweis auf die reichhaltige Kultur der Hinterglasmalerei. Unten wird ein blauer Schneekristall gezeigt, was auf die Rolle als Wintersportort im nordöstlichen Mühlviertel hinweist. Die Gemeindefarben sind Gelb-Rot-Gelb.
Die Verleihung des Gemeindewappens und die Genehmigung der Gemeindefarben erfolgte am 8. März 1976.

## Persönlichkeiten
- Franz Haunschmidt (1902–1975), Kaufmann, Politiker und Abgeordneter zum Nationalrat
- Wolfgang Wöss: Leiter der Sternwarte Tafelberg, hat mit der NASA zusammengearbeitet (Voyager- und Apollo-Programm); zudem auch Beteiligung am Planetenwanderweg von Freistadt nach Sandl
- Erich Pointner (* 1950), Judoka